# Ил Казино (Болоња)
Ил Казино (итал. Il Casino) је насеље у Италији у округу Болоња, региону Емилија-Ромања.
Према процени из 2011. у насељу је живело 232 становника. Насеље се налази на надморској висини од 16 м.